# Eddington (Film)
Eddington ist eine schwarze Komödie und ein moderner Horror-Western von Ari Aster. Der Film mit Pedro Pascal, Emma Stone, Austin Butler und Joaquin Phoenix in den Hauptrollen spielt in einer Kleinstadt in New Mexico, in der nachts Mysteriöses vor sich geht. Der Film feierte im Mai 2025 bei den Internationalen Filmfestspielen in Cannes seine Premiere und soll im Juli 2025 in die US-amerikanischen und im November 2025 in die deutschen Kinos kommen.

## Handlung
Ein Paar ist im Mai 2020 während der Coronavirus-Pandemie in der Kleinstadt Eddington in New Mexico gestrandet, in der Nähe des Landes/Stammesgebiets der Navajo. Dort ist Joe Cross Sheriff, und Ted Garcia kandidiert als Bürgermeister. Joe lebt mit seiner Frau Louise und seit einiger Zeit mit deren Mutter Dawn zusammen, die zu Besuch kam und einfach nicht mehr gehen will. Dawn ist Verschwörungstheoretikerin und verfolgt in den sozialen Medien die Beiträge von Vernon Jefferson Peak. Joe ist gegen Masken und staatliche Interventionen. Nachdem er sich geweigert hat, im örtlichen Lebensmittelladen eine Gesichtsmaske zu tragen, beschließt Joe bei der Bürgermeisterwahl als Gegenkandidat anzutreten. Ted, der einst mit Louise eine Affäre hatte, ist hiervon nicht begeistert.
Nach anfänglicher Gastfreundschaft gegenüber dem Paar nehmen die Geschehnisse in der Stadt bei Einbruch der Dunkelheit eine unheimliche Wendung.

## Produktion

### Regie, Drehbuch und Filmschnitt
Regie führte Ari Aster, der auch das Drehbuch schrieb. Es handelt sich bei Eddington nach Hereditary – Das Vermächtnis, Midsommar und Beau Is Afraid um seinen vierten Spielfilm. Aster selbst beschreibt Eddington als eine „schwarze Western-Noir-Komödie“.
Mit Filmeditor Lucian Johnston arbeitete Aster bereits zuvor für Hereditary, Midsommar und Beau Is Afraid zusammen.

### Besetzung
Oscar-Preisträger Joaquin Phoenix, der in Beau Is Afraid in der Titelrolle zu sehen war, spielt Sheriff Joe Cross und Pedro Pascal den Bürgermeister Ted Garcia. Weiter auf der Besetzungsliste finden sich Oscar-Preisträgerin Emma Stone als Joes Ehefrau Louise, Deirdre O’Connell als deren Mutter Dawn, Austin Butler als der in den sozialen Medien aktive Prediger Vernon Jefferson Peak, Luke Grimes als Guy, Micheal Ward als Michael und Clifton Collins Jr. als Lodge. Das Casting übernahm Ellen Chenoweth.

### Dreharbeiten und Filmmusik
Die Dreharbeiten fanden von März bis Mai 2024 in Albuquerque und Truth or Consequences in New Mexico statt. Der französische Kameramann Darius Khondji war in der Vergangenheit für Filme von Regisseuren wie Woody Allen, James Gray, Stephen Frears und Michael Haneke und zuletzt für Bardo, die erfundene Chronik einer Handvoll Wahrheiten von Alejandro G. Iñárritu tätig, für den er ein zweites Mal nach Evita für den Oscar nominiert war.
Die Filmmusik komponierte Bobby Krlic aka The Haxan Cloak, mit dem Aster bereits für Midsommar und Beau Is Afraid zusammenarbeitete, sowie Daniel Pemberton, der in der Vergangenheit für Filme wie Spider-Man: A New Universe und Spider-Man: Across the Spider-Verse, Enola Holmes, Codename U.N.C.L.E., Steve Jobs, King Arthur: Legend of the Sword und Birds of Prey: The Emancipation of Harley Quinn tätig war. Das Soundtrack-Album mit insgesamt 26 Musikstücken wird am 18. Juli 2025 von A24 Music als Download veröffentlicht.

### Marketing und Veröffentlichung
Im Februar 2025 wurde Eddington beim European Film Market angeboten. Erstes Bildmaterial wurde im April 2025 vorgestellt. Mitte April 2025 folgte ein erster Teaser, Anfang Mai 2025 ein erster Trailer. Die Premiere des Films war am 16. Mai 2025 bei den Internationalen Filmfestspielen in Cannes, wo er im Wettbewerb um die Goldene Palme konkurriert. Mitte Juli 2025 eröffnete der Film das Fantasia International Film Festival. Der US-Kinostart war am 18. Juli 2025. Ebenfalls im Juli 2025 wird Eddington beim Neuchâtel International Fantastic Film Festival und beim Revelation Perth International Film Festival gezeigt. Am 20. November 2025 soll der Film in die deutschen Kinos kommen.

## Rezeption

### Kritiken

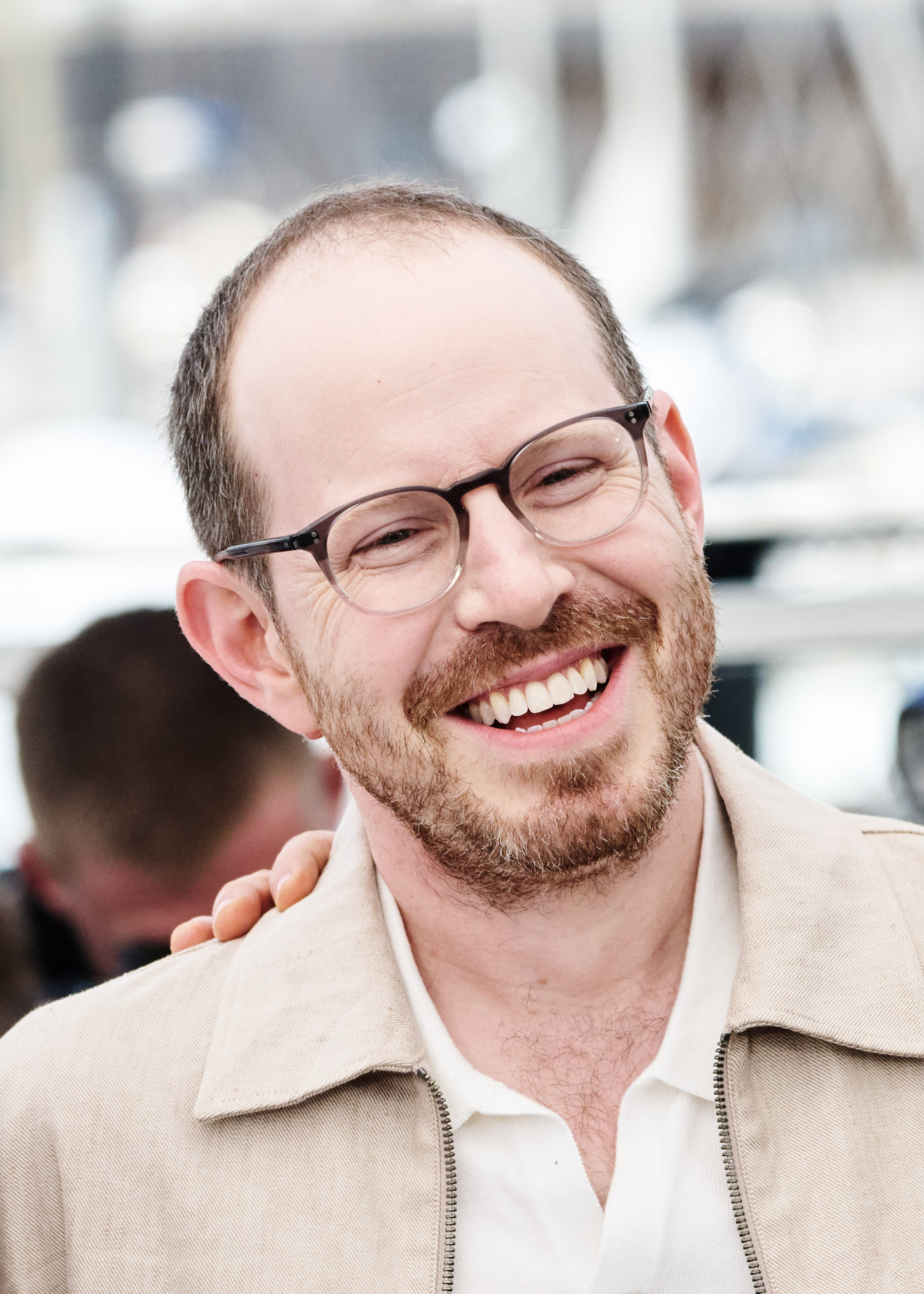
Regisseur Ari Aster

Die Kritiken fielen gemischt aus. Bei Rotten Tomatoes sind rund zwei Drittel dieser positiv. Bei Metacritic erhielt der Film einen Metascore von 65 von 100 möglichen Punkten.
Michael Meyns, Filmkorrespondent der Gilde deutscher Filmkunsttheater, schreibt in seiner Kritik, in seinem vierten Film mache Ari Aster keine Gefangenen. Falls sich Querdenker in den ersten Minuten freuen, dass Hauptdarsteller Joaquin Phoenix einen Maskenskeptiker spielt, würden sie bald eines besseren belehrt. Aster teile in alle Richtungen aus, entlarve sowohl all die abstrusen Verschwörungstheorien, aber auch die Selbstgerechtigkeit meist junger, weißer Aktivisten. Und über allem schwebe Donald Trump, der nicht namentlich genannt wird, der fraglos einer der Nutznießer des ideologischen und moralischen Chaos sei, in das die USA seit längerem abdriften. Anfangs wirke Eddington weniger wie eine Satire, doch der Nihilist, der in Aster steckt, wolle es nicht dabei belassen und lasse seine Geschichte bald vollkommen aus dem Ruder laufen.

### Auszeichnungen
Internationale Filmfestspiele von Cannes 2025
- Nominierung für die Goldene Palme (Ari Aster)